# Bastidor Featherbed

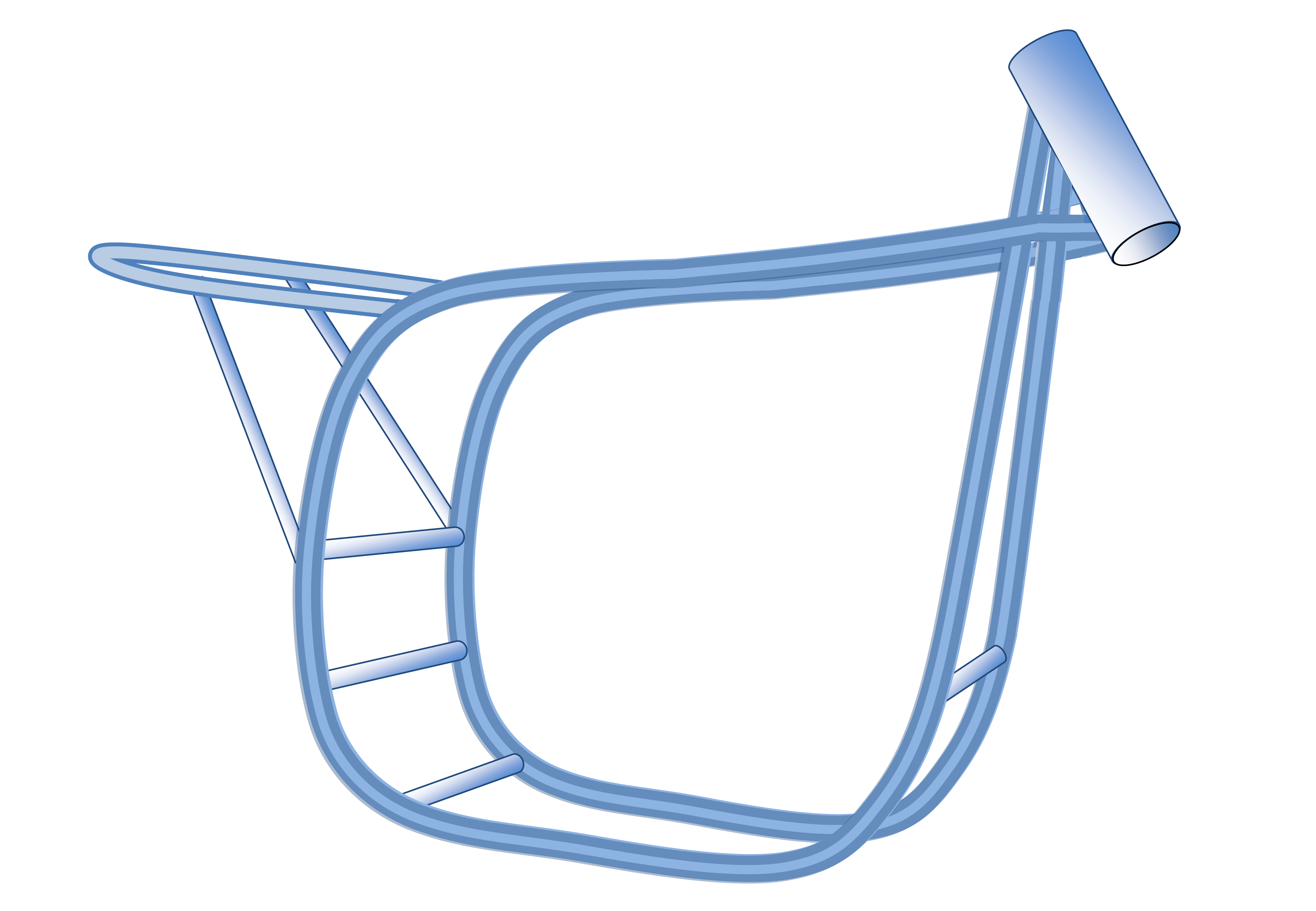
Esquema del bastidor "Featherbed"

El bastidor Featherbed (literalmente traducido del inglés, colchón de plumas) fue un cuadro de motocicleta desarrollado en los años 1950 por la compañía británica Norton para mejorar el rendimiento de sus motos de competición en la sinuosa y exigente carrera del Toutist Trophy de la Isla de Man. Gracias a su novedosa estructura tubular, era a la vez más rígido y más ligero que los bastidores utilizados hasta entonces.

## Repercusión

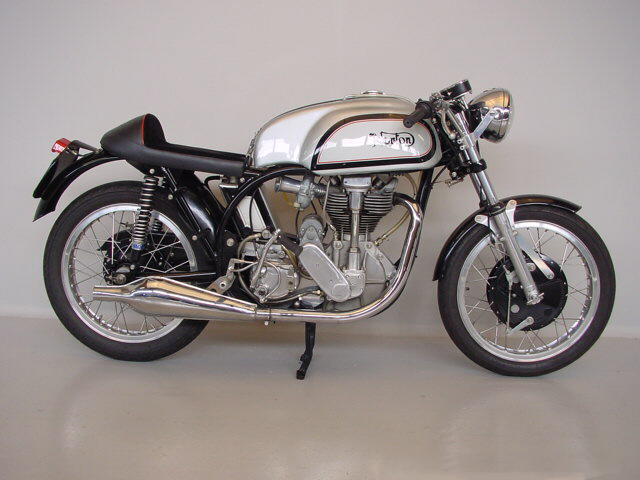
Réplica de una Norton Manx de la década de 1950 construida en la década de 1990, denominada Manxman, utilizando una recreación del bastidor Featherbed construido a través de un pedido especial por BSA

El bastidor Featherbed se consideró revolucionario en su momento, siendo el mejor cuadro del que un corredor podía disponer en aquel momento. Más tarde adoptado para las motocicletas de serie Norton, también fue ampliamente utilizado por los constructores de motos híbridas personalizadas, como las Triton, convirtiéndose en legendario y siendo influyente hasta el día de hoy.
El Featherbed inspiró a otros constructores de cuadros, que basaron sus propios productos en principios similares, incluidas las pesadas Münch Mammoth de los años 1960, una versión liviana para un motor BSA C15 de 250 cc, y el cuadro 'Dresda' concebido en 1970.
Acabó siendo reemplazado por el bastidor Norton Isolastic en 1967, que desarrollado por entonces para la Norton Commando, suspendía el motor y la caja de cambios mediante tacos de goma. Norton continuó ofreciendo el modelo "Mercury" con un cuadro Featherbed durante un tiempo, hasta que la producción cesó por completo en 1970. Réplicas del cuadro siguen siendo fabricadas por empresas especializadas.

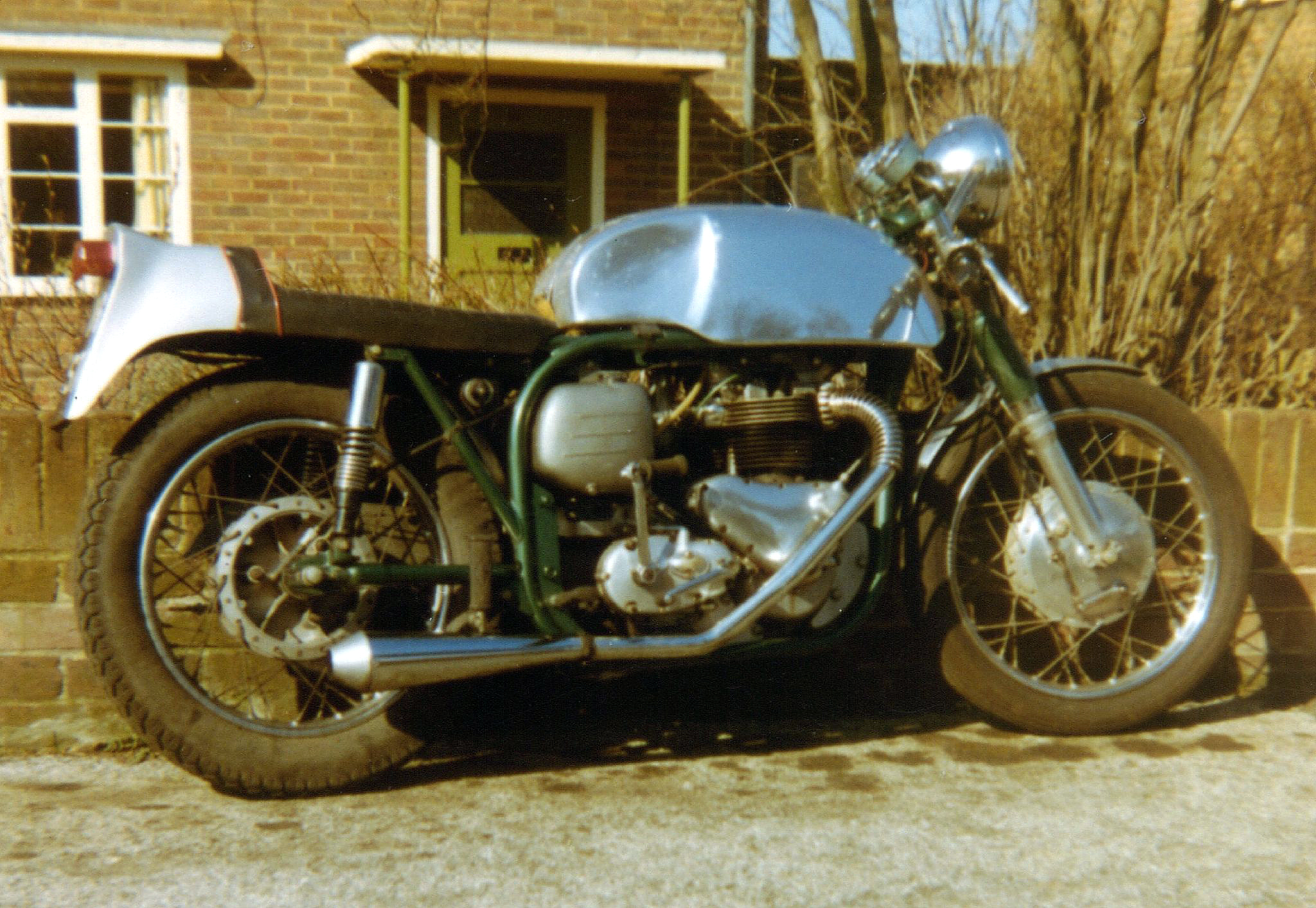
Una Triton, combinación de un motor Triumph de 650 cc sobre un bastidor Featherbed Norton

## Orígenes
En 1949, los hermanos Rex y Cromie McCandless le ofrecieron a Norton un nuevo cuadro para respaldar su exitosa monocilíndrica de carreras de 500 cc. Rex McCandless fue un ingeniero de motocicletas nacido en Belfast, un autodidacta que había participado en carreras de motos con su hermano en una Triumph Tiger 100. Había realizado varias mejoras en la Triumph, en particular un nuevo cuadro innovador con un brazo oscilante equipado con los amortiguadores hidráulicos verticales de un automóvil Citroën. BSA compró varias de sus motocicletas convertidas, pero Norton vio la oportunidad real y lo contrató para trabajar exclusivamente para ellos desde 1949. En Norton estaban preocupados por la fiabilidad de su bastidor con suspensión plunger ("puerta de Jardín"), ya que varios habían tenido problemas estructurales en condiciones de competición. El ingeniero de Norton, Joe Craig, resolvió estos problemas haciendo que los cuadros fueran más pesados, pero a costa de reducir la manejabilidad de las motos.
Norton encargó a los hermanos McCandless que diseñaran un cuadro completo, incorporando un brazo oscilante. El diseño terminado de McCandless era costoso, ya que requería más de cuarenta pies de los mejores tubos de acero Reynolds. Era un bucle doble, soldado con un brazo oscilante equipado con su propio diseño de amortiguadores, con un cabezal cruzado muy reforzado. En dos meses, una motocicleta prototipo con el nuevo cuadro estaba en la pista de pruebas y se probó en la Isla de Man en el invierno de 1949. Funcionó bien y Norton decidió que el equipo de trabajo de Norton tendría motocicletas con los nuevos cuadros. Los talleres de Norton no estaban bien equipados para trabajar con estos tubos, por lo que las soldaduras al bronce fueron realizadas por los hermanos McCandless, que produjeron los ocho cuadros para el equipo de carreras a mano. La producción de los bastidores Featherbed se realizó bajo la dirección de Ken Sprayson en Reynolds, donde se hizo conocido como "The Frame man" (El hombre bastidor)

### La patente
Norton solicitó una patente para el diseño el 13 de octubre de 1949 y se le otorgó con la referencia 664.667, pero la especificación completa no se publicó hasta el 9 de enero de 1952. El marco Featherbed se describía con gran sencillez:

Esta invención se refiere a un cuadro nuevo o mejorado para una motocicleta que comprende dos bucles rectangulares sustancialmente paralelos, cada uno formado a partir de una sola longitud de tubo, y los extremos de los tubos que forman cada bucle se cruzan y se sueldan entre sí en la esquina frontal superior del bucle, y los extremos libres del tubo que se extienden más allá del punto de cruce se sueldan al lado de un tubo de cabeza inclinado adyacente a la parte superior e inferior del mismo. El bastidor ensamblado es extremadamente resistente para su peso y está diseñado para proporcionar la máxima resistencia a las tensiones aplicadas al bastidor por golpes en la carretera o por el par motor de la unidad de potencia.

### El nombre de Featherbed
Harold Daniell fue un exitoso corredor, con tres victorias en el TT Isla de Man y varios puestos destacados en las carreras del Tourist Trophy y en el Gran Premio de Man. Después de probar el nuevo bastidor Norton en 1950, declaró que era como "montar en un colchón de plumas" en comparación con conducir sobre una "puerta de jardín". La expresión hizo fortuna, y desde entonces se comenzó a denominar al bastidor "Featherbed".
El término "Featherbed" se usó así mismo en los catálogos de la marca Brough Superior de 1933 a 1938, en su sección de prensa. En 1933 la publicidad de la marca se podía leer:

El bastidor con resorte trasero de la "Brough Superior", citando a "Castor" de "Motor Cycling", hace que "el cabeceo o el balanceo sean inexistentes, imposibles. El bastidor featherbed difícilmente podría ser más seguro", dicho al relatar su experiencia en una "Brough Superior" SS 100 especial, ¡con la que alcanzó 106 millas por hora (170,6 km/h) en la segunda marcha!

### Éxito en competición

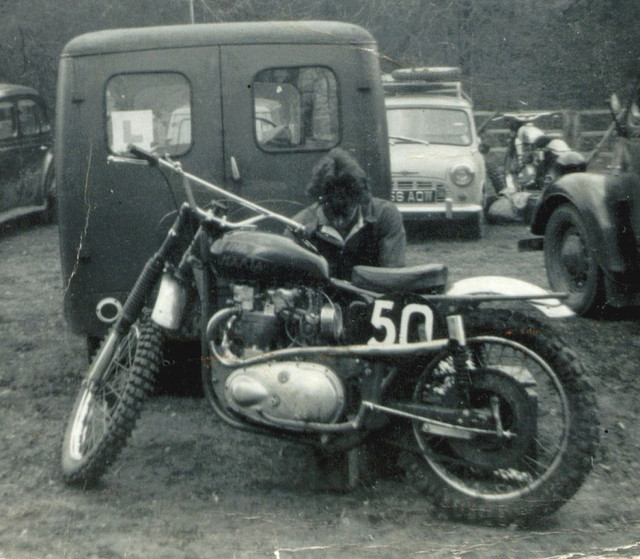
Triumph-Norton todoterreno

Se realizaron más ensayos en la pista de carreras de Montlhéry, con cuatro motocicletas funcionando a toda velocidad durante dos días. El nuevo cuadro resistió las pruebas y vio su lanzamiento en el Reino Unido en Blandford Camp (Dorset) en abril de 1950.
Geoff Duke había ganado el Senior Clubmans TT y el Senior Manx Grand Prix en 1949 con máquinas Norton del tipo anterior, por lo que fue una elección clara para poner a prueba las nuevas motos de carreras con bastidor Featherbed. Duke ganó la carrera con el nuevo diseño, triunfo al que siguieron varios éxitos, con las Norton copando los primeros tres lugares en los TT Senior y Junior de 1950. Duke estableció un nuevo récord de la vuelta rápida en el Tourist Trophy con una media de 93,33 millas por hora (150,2 km/h) y también batió el récord general de la carrera, terminando en dos horas, 51 minutos y 45 segundos. Previamente, había terminado segundo detrás de Artie Bell (Norton) en el Junior TT del lunes (la Norton de Harold Daniell fue tercera). En lo que respecta al sinuoso trazado de la Isla de Man, el nuevo bastidor les dio a las Norton una clara ventaja sobre sus motocicletas rivales.
Los bastidores Featherbed también se modificaron con éxito para su uso en carreras todoterreno o de motocross. En la década de 1950, Ron Hankin diseñó un marco para Moto Cross inspirado en el Featherbed, utilizado por el piloto Les Archer junior, con tubos curvados para permitir un mayor movimiento de la suspensión delantera sin que la rueda interfiriese con el marco, y con fuertes refuerzos alrededor del tubo de dirección. El bastidor se usó con motores Norton Manx preparados por el preparador Ray Petty, y también con un motor Norton Dominator de 500 cc.

## Variantes
El éxito de este bastidor hizo que se fabricaran diversas variantes, con modificaciones más o menos significativas en algunos detalles como los materiales o la forma de ensamblar los tubos. Por ejemplo, se diseñaron bastidores con aceros más resistentes como el Reynolds 531 para aumentar su ligereza, y se utilizaron soldaduras con llama de temperatura relativamente baja excepto para los montantes inferiores del cuadro, inicialmente atornillados, pero soldados en versiones posteriores. Norton lo utilizó en sus modelos de carretera, como las antiguas Model 50 de 350 cc y ES2 de 500 cc para racionalizar su producción. Las Norton Mercury se siguieron fabricando con este bastidor hasta la década de 1970, cuando el bastidor Isolastic de las Norton Comando supuso la progresiva desaparición de los Featherbed.